# La chica del Molino Rojo
La chica del Molino Rojo es una película española de 1973 dirigida por Eugenio Martín y protagonizada por Marisol, Mel Ferrer y Renaud Verley. Es la última película de Marisol en la que esta realiza números musicales de canto y baile.

## Argumento
Dalton Harvey (Mel Ferrer) es un hombre que ha logrado amasar una considerable fortuna gracias a su gran facilidad para las apuestas. Sin embargo, vive obsesionado con otro jugador, Larry Elliot (Renaud Verley), mujeriego, pero galante, que con distintas identidades va de ciudad en ciudad y de país en país seduciendo mujeres para después abandonarlas. Vive con la obsesión de vengarse de él, ya que Larry sedujo a su mujer y al abandonarla esta murió.
Para llevar a cabo su venganza, ha investigado a todas las amantes de Larry y ha encontrado a una mujer para que sea esta quien lo seduzca y lo lleve hasta él para que pueda ajustarle las cuentas. La elegida resulta ser María (Marisol), una cabaretera que trabaja en El Molino Rojo y vive soñando con encontrar un amor verdadero de cuento de hadas. Le ofrece un cheque por la tarea, pero no cuenta con que María pueda enamorarse de Larry, y aún más, que el mismo Dalton pueda enamorarse de ella.

## Temas musicales
- Lo tengo
- Todo es posible
- Chica, no llores

Con tres canciones, este es el musical de Marisol que menos números musicales tiene, dos al principio de la película y uno al final, con todo el segmento central del metraje como un drama normal sin ninguna otra canción.
- Datos: Q5966134